# Incantations
Incantations es el cuarto álbum de estudio del músico inglés Mike Oldfield. Producido por él mismo, fue publicado por Virgin Records el 24 de noviembre de 1978. Se trata de un álbum doble grabado en Througham Slad (Inglaterra) entre 1977 y 1978.

## Producción
Durante la composición de Incantations, Oldfield se inspiró en los poemas "Hiawatha", de Henry Wordsworth Longfellow, "Diana", de Ben Johnson, y diversas leyendas celtas. El resultado es un álbum donde se fusiona el rock progresivo con la música celta y la percusión africana en un estilo cercano al New Age. Entre los músicos de sesión se encuentran Mike Laird, Pierre Moerlen y Sally Oldfield. Posteriormente se realizó una gira de presentación que recaló en Madrid cosechando pobres críticas en la prensa de la época.
La portada original del álbum es una fotografía, tomada por Trevor Key en Cala Pregonda (Menorca), en la que aparece el músico en primer plano y de fondo una playa sobre la que se estrellan las olas.
Incantations alcanzó el puesto 14 en el Reino Unido durante 14 semanas.
En 2000 Virgin Records reeditó el álbum en una versión remasterizada dentro de la colección Mike Oldfield Remasters.
En 2011 Universal reeditó el álbum en un solo CD incluyendo la canción «Guilty» como tema adicional.

## Lista de temas
Todas las canciones compuestas por Mike Oldfield.
Disco 1
1. «Incantations (Part One)» - 19:11 (Incluye «Hymn To Diana» por Ben Johnson.
2. «Incantations (Part Two)» - 19:34 (Incluye «Hiawatha» por Henry Wordsworth Longfellow).

Disco 2
1. «Incantations (Part Three)» - 16:58
2. «Incantations (Part Four)» - 16:57 (Incluye «Ode To Cynthia» por Ben Johnson).

## Personal
- Mike Oldfield: Guitarras eléctricas, guitarras acústicas, bajo, mandolina, percusión, ingeniero de grabación y producción

- Mike Laird: Trompeta

- Pierre Moerlen: Batería y vibráfono en «Incantations (Part Four)»

- Maddy Prior: Voces

- Sally Oldfield: Voces

- El Coro de Chicas del Colegio de la Reina: Voces

- David Bedford: Dirección de sesión de cuerdas y coro

- Sebastian Bell: Flautas

- Terry Oldfield: Flautas

- Jabula: Baterías africanas